# María de los Santos García Felguera
María de los Santos García Felguera (Villamanrique, 15 de novembre de 1953) és Professora titular d'Història de l'art i de la fotografia a la Universitat Pompeu Fabra. És professora titular de la Universitat Pompeu Fabra i membre de l'Institut Universitari de Cultura. Les seves línies de recerca són la fotografia del segle xix, la relació entre la fotografia i la pintura i la recepció de l'obra d'art. Va ser la comissària de l'exposició «La imatge romàntica d'Espanya» (1981, 1982) i com a autora ha publicat diversos llibres de crítica d'art, de pintura i fotografia com La pintura tras el trauma de la Guerra Civil (Carroggio, 2002), Los estudios de Historia del Arte (Sociedad Estatal de Conmemoraciones Culturales, 2008) i Historia general de la Fotografía (2006, 2009). És membre del grup de recerca Espais de l'oci a la Barcelona del 1900 de la Universitat de Barcelona i ha organitzat cursos de col·laboració entre la universitat i museus com el Museo del Prado o el Museu Thyssen-Bornemisza.